# التقسيم الروسي
التقسيم الروسي (يُسمى أحيانًا بولندا الروسية ) هي المناطق السابقة للكومنولث البولندي الليتواني التي ضمتها الإمبراطورية الروسية في أواخر القرن الثامن عشر من بولندا. وشمل الاستحواذ الروسي أكبر حصة من سكان بولندا، الذين يعيشون على 463200 كم 2 (178800 ميل مربع) من الأراضي التي تشكل الإقليم الشرقي والأوسط للكومنولث السابق. تم التقسيم الأول بقيادة الإمبراطورية الروسية في عام 1772؛ المرحلة التالية في عام 1793 والأخيرة في عام 1795، مما أدى إلى القضاء على بولندا للسنوات 123 القادمة.

## المصطلح
بالنسبة لكل من الروس والبولنديين، فإن مصطلح بولندا الروسية لم يكن مقبولًا. بالنسبة للروس بعد التقسيم، لم تعد بولندا موجودة، واعتبرت أراضيهم المكتسبة حديثًا الأجزاء المفقودة منذ زمن طويل من روسيا الأم. بالنسبة إلى البولنديين، كانت بولندا ببساطة بولندية، وليست روسية أبدًا. في حين استخدم الروس أسماء إدارية مختلفة لأراضيهم الجديدة ( انظر أدناه)، كان هناك مصطلح شائع آخر، استخدم في بولندا واعتمدته معظم الدراسات التاريخية وهو التقسيم الروسي.

## التاريخ

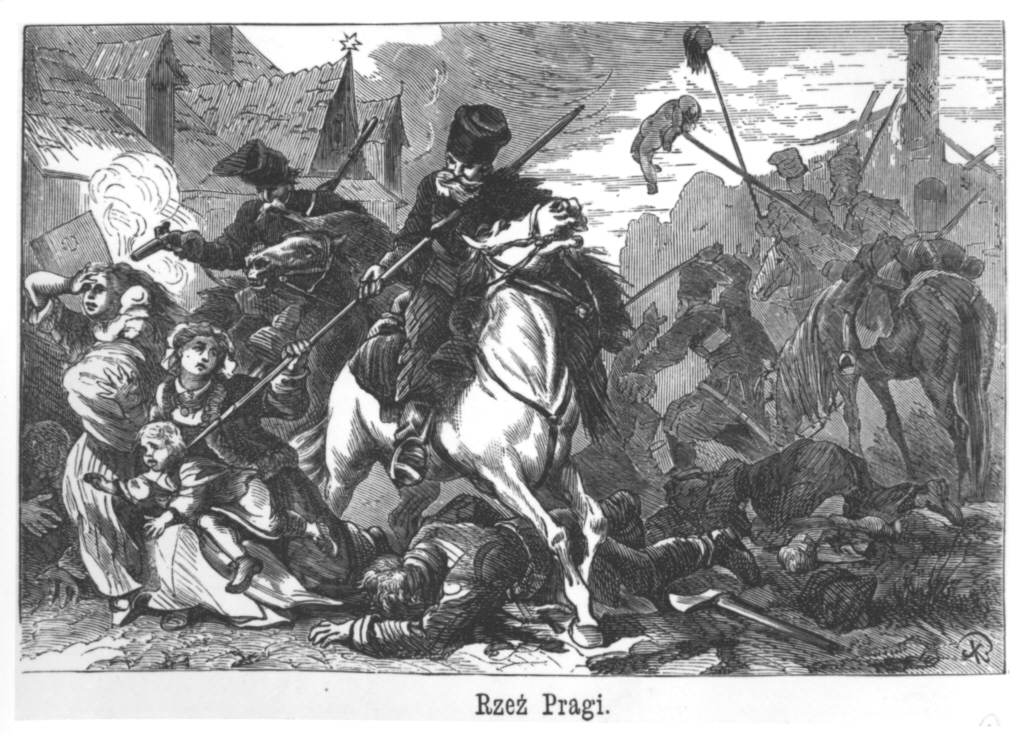
مذبحة براغا (مقاطعة وارسو الآن)، أبريل 1794

حتى قبل التقسيمات من أواخر القرن الثامن عشر، كانت الإمبراطورية الروسية قد حصلت بالفعل على بعض أراضي الكومنولث البولندي اللتواني ( اتحاد حقيقي لمملكة بولندا مع دوقية ليتوانيا الكبرى). وقع التقسيم الروسي الأول في أواخر القرن السابع عشر، عندما منحت معاهدة أندروسوفو القسرية في عام 1667 روسيا إقليم الكومنولث في غرب أوكرانيا. بناءا على التقسيم الثالث لبولندا، استحوذت روسيا على كورلاند، وكل الأراضي الليتوانية شرق نهر نيمان، والأجزاء المتبقية من أوكرانيا الفلينية.  تضمنت الأحداث التاريخية الكبرى في التقسيم الروسي انتفاضة وارسو (1794) بعد فترة قصيرة من فوز كوشيوسكو في راكلاويس. انتهى الأمر بمذبحة مقاطعة براغا في وارسو، والتي قتل فيها الجيش الإمبراطوري الروسي ما يصل إلى 20 ألف مدني في أعمال عنف أو انتقامية، بغض النظر عن الجنس والعمر. كتب سوفوروف نفسه: «كانت براغ بأكملها مليئة بالجثث، والدم كان يتدفق في الجداول».
في أوائل القرن العشرين، كان جزء كبير من الثورة الروسية عام 1905 هو الثورة في مملكة بولندا (1905-1907) . كانت العودة إلى استقلال بولندا نتيجة للحرب العالمية الأولى على الأراضي البولندية (1914-1918) ، والإطاحة بالنظام القيصري، وهزيمة القوى المركزية في عام 1918.

## اقتصاد
شهدت مناطق التقسيم الروسي نموا اقتصاديا معتدلا جدا مع مرور الوقت. لا يمكن أن يحدث أي نشاط تجاري دون رشوة المسؤولين القيصريين أولاً. تم تصدير الكثير من ناتج التقسيم البولندي إلى روسيا، خاصة بعد إلغاء الحدود بين كونغرس بولندا وروسيا في عام 1851. كان إصلاح التحرر في عام 1861 خطوة رئيسية نحو التصنيع والتحضر. على وجه الخصوص، شهدت العقود الثلاثة أو الأربعة الأخيرة التي سبقت الحرب العالمية الأولى تطوراً اقتصادياً وتوسعاً كبيراً. ومع ذلك، في العديد من مجالات الاقتصاد، توقفت التنمية.

## القطاع الإدراي
- تم تقسيم محافظة بيلاروسيا ( البيلاروسية غوبرنيا، 1802) إلى فيتبسك وموغيليف غوبرنيا
- محافظة براتسلاف (أو براتسلاف أويزد ، انظر محافظة بودوليا )
- محافظة تشرنيغوف
- محافظة إيزسلاف
- محافظة يكاترينوسلاف / محافظة نوفوروسيا (1764)
- محافظة كييف (1708)
- محافظة ليتوانيا (1795) ، انقسمت لاحقًا إلى محافظة ليتوانيا-غرودنو ومحافظة ليتوانيا-فيلنا، آخرها تم تقسيمها لاحقًا إلى محافظتي فيلنا وكوفنو
- محافظة مينسك (1793)
- محافظة موغيليف (1772)
- محافظة بودوليا (1773)
- محافظة بولوتسك
- محافظة بسكوف
- محافظة سلونيم (1795) (بعد عدة أشهر من الإنشاء مرتبطة بمحافظة ليتوانيا وانفصلت عنها في عام 1801 باسم محافظة ليتوانيا غرودنو )
- محافظة فولهينيا (1793)

بعد مؤتمر فيينا في عام 1815، أنشأت الإمبراطورية الروسية كيانًا منفصلًا أطلق عليه اسم كونغرس بولندا من بعض المحافظات المذكورة أعلاه. انظر التقسيم الإداري لكونجرس بولندا للحصول على التفاصيل. كانت الأقاليم الموجودة في القسم الروسي والتي لم يتم دمجها في كونغرس بولندا تُعرف رسميًا باسم كراي الغربية، وفي بولندا باسم الأراضي التي تم الاستيلاء عليها ( (بالبولندية: ziemie zabrane)‏).